# Ban Jieyu

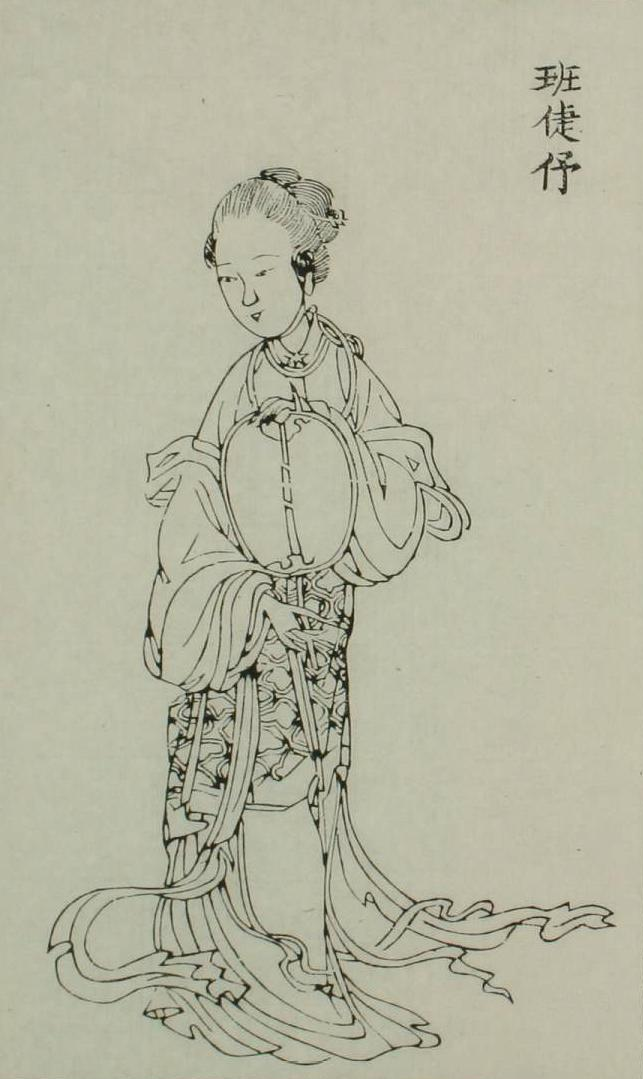
Ban Jieyu

Ban Jieyu (Chinees: 班婕妤, "Dame Ban"; * circa 48 v.Chr.; † vermoedelijk 2 v.Chr.) was een Chinese dichter. Ze was de maîtresse van Han-keizer Cheng Di. Ban Jieyu staat bekend als de enige dichter van de Westelijke Han-dynastie.

## Levensloop
Ban Jieyu werd geboren in het district Anling, dat vroeger deel uitmaakte van de regio Fufeng in China. Dit ligt dicht bij de huidige stad Xianyang, in de provincie Shaanxi. Jieyu was een titel voor een paleisdame, twee rangen lager dan die van keizerin. Haar voornaam is niet overgeleverd. Haar vader was Ban Kuang, een commandant van de cavalerie onder keizer Cheng Di. Haar vader werd in het begin van Cheng Di's heerschappij in de lage rang van Shaoshi (少使) in de hofhouding opgenomen. 
Ban Jieyu was werkzaam als dienstmeisje in het hof. Haar intelligentie, fatsoen, schoonheid en literaire talent trokken de aandacht van de keizer. Zo werd ze al snel bevorderd tot de rang van Jieyu (婕妤, ongeveer: Geprefereerde Schoonheid). Dit is een titel voor concubines, ingevoerd door keizer Wu. De titel stond gelijk aan de rang van hogere kamerheer. Ban Jieyu werd de favoriete maîtresse van de keizer. Samen kregen ze twee zonen, die beiden op jonge leeftijd overleden.
Over Ban Jieyu wordt gezegd dat ze de voor vrouwen voorgeschreven waarden uit het Boek der Liederen zeer serieus nam. Ondanks de genegenheid die ze ontving van de keizer, zou ze niet hoogmoedig zijn geworden. Ze beschouwde de concubines van de mythische keizers Shun, Ehuang en Nüying, aan Tai Ren, de moeder van de koning Zhou Wenwang, of Tai Si, de moeder van koning Zhou Wuwang, als haar voorbeelden. Toen keizer Cheng met haar in dezelfde draagstoel gezien wilde worden, weigerde Ban Jieyu dat. Haar argument was dat de oude heersers alleen met regeringsleden in dezelfde wagen zaten. Alleen de laatste koningen van Zhou, handelaren en usurpatoren toonden zich met hun maîtresses in dezelfde wagen. Op grond van haar deugdzaamheid, leefde Ban Jieyu als Fan Ji, een van de grootste voorbeelden van deugdzaamheid en wijsheid van de westelijke Han-dynastie.
Vanaf ongeveer 20 jaar v.Chr. begon keizer Cheng Di zich te omringen met andere paleisdames. Ban Jieyu stelde hem aan haar kamermeisje Li Ping voor, die vervolgens eveneens tot de rang van Jieyu werd bevorderd. Ook de zussen Zhao Feiyan en Zhao Hede, die daarvoor aan het hof werkten als zangers en dansers, kregen aandacht van de keizer. Zij zouden later behoren tot een van de meest controversiële vrouwelijke figuren in de Chinese geschiedenis. Door deze nieuwe relaties hadden zowel Ban Jieyu als keizerin Xu minder contact met keizer Cheng Di.  
Rond 18 jaar v.Chr. ontwikkelde Zhao Feiyan de ambitie om zelf keizerin te worden. Ze beschuldigde Ban Jieyu, keizerin Xu en haar zus Xu Ye, Wang Meiren (die zwanger was van keizer Cheng Di) en de stafchef Wang Feng van samenzwering. De moeder van de keizer, Wang Zhengjun, besloot een onderzoek te starten. Dit leidde tot de afzetting van keizerin Xu en de terechtstelling van haar zus Xu Ye. Ban Jieyu ontsnapte aan een straf door te verklaren dat, zoals Confucius had gezegd, het noodlot en de hemel het lot van mensen bepalen, en dat ze geen schuld had aan de gebeurtenissen. Wetend dat ze in het keizerlijk paleis gevaar liep, besloot ze als dienaar van Wang Zhengjun naar het Changxin Paleis te gaan. In haar eenzaamheid daar schreef Ban Jieyu gedichten en vergeleek ze haar situatie met die van koningin Shen, die door koning You was verstoten. Ze diende vanaf 7 jaar v.Chr. in het gedenkpark van Cheng Di, waar ze na haar overlijden ook werd begraven.

## Literaire werken
Gedurende haar tijd in het Changxin Paleis schreef Ban Jieyu de "Rhapsodie van het Zelfmedelijden" (自悼賦). Hierin beschrijft ze haar leven als concubine, hoe ze van keizer Cheng Di verstoten werd en haar eenzame bestaan in het paleis. Daarnaast bevat het gedicht ook kritiek op de Zhou-zussen. Ook de "Rhapsodie over het Vollen van Zijde" (搗素賦) wordt aan Ban Jieyu toegeschreven. Het gedicht gaat over een mooie vrouw die in een maanverlichte nacht opstaat om zijde te bewerken. Haar bekendste werk is waarschijnlijk "De Waaiers in de Herfst" (ook wel "Lied van Verbittering" - 怨歌行), waarin ze zich vergelijkt met een waaier: mooi en rond als de maan gedurende de warme zomertijd, maar uiteindelijk weggegooid wanneer de zomer voorbij is. 
Ban Jieyu werd later opgevolgd door haar familieleden Ban Gu en Ban Zhao. Zij waren de samenstellers van het Boek van de Han, dat tot een van de belangrijkste bronnen over het leven van Ban Jieyu behoort.